# Koszmary (film 2011)
Koszmary (jap. ラビット・ホラー3D, Rabitto horā 3D, ang. Tormented) – japoński horror z 2011 roku w reżyserii Takashi Shimizu. Premiera filmu odbyła się podczas 68. Międzynarodowego Festiwalu Filmowego w Wenecji, 7 września 2011 roku.

## Fabuła
Kiriko (Hikari Mitsushima) i jej młodszy brat Daigo (Takeru Shibuya) mieszkają ze swoim ojcem Kohei (Teruyuki Kagawa), który jest ilustratorem książek. Pewnego dnia Daigo bez powodu bije na śmierć królika niedaleko swojej szkoły, a potem zaczyna wagarować. Kiriko martwi się o zachowanie brata, podczas gdy ich ojciec ignoruje problem, pracując nad ilustracjami do Małej syrenki. Kiriko zabiera Daigo do kina na trójwymiarowy film Labirynt strachu (rzeczywisty film wyreżysowany przez Takashi Shimizu). W jednej ze scen wykorzystującej efekt 3D z ekranu wyłania się maskotka królika, która ląduje w rękach Daigo. Chłopiec zabiera ją do domu. Tej samej nocy pojawia się duża, ożywiona wersja maskotki, która zabiera go ze sobą. Kiriko poszukując brata trafia do opuszczonego szpitala. Później Kiriko mówi swemu ojcu, że widziała Daigo w towarzystwie kobiety o imieniu Kyoko. Dzięki temu Kiriko przypomina sobie, że kiedy była dzieckiem, jej ojciec ożenił się po raz drugi z kobietą o takim imieniu, która była w ciąży. Kiriko zaatakowała wtedy Kyoko; zaczyna wierzyć, że kobieta powróciła w kostiumie królika, aby zemścić się. Kiriko stawia sobie za cel zniszczenie królika-maskotki.

## Obsada
- Hikari Mitsushima – Kiriko
- Takeru Shibuya – Daigo
- Teruyuki Kagawa – Kohei
- Tamaki Ogawa – Kyoko
- Nao Omori – lekarz
- Momoko Tanabe – Kiriko w dzieciństwie
- Akira Takahashi

## Produkcja
Koszmary były pierwszym filmem, przy którym Shimizu współpracował z operatorem filmowym Christopherem Doyle. Dla Doyle’a był to pierwszy obraz w technologii 3D.

## Dystrybucja
Film pokazano poza konkursem na 68. Międzynarodowym Festiwalu Filmowym w Wenecji, w dniu 7 września 2011. W Japonii premiera kinowa miała miejsce 17 września. Film wydano na DVD; w Stanach Zjednoczonych dystrybutorem została firma Well Go USA. Oryginalnym japońskim dystrybutorem był Phantom Films.